# 大鉄人17 MUSIC COLLECTION
『大鉄人17 MUSIC COLLECTION』は、2009年12月23日に日本コロムビアから発売された『大鉄人17』のアルバムCD。

## 概要
特撮テレビ番組『大鉄人17』のBGM、歌、カラオケが収録されている。作曲は全て渡辺宙明による。渡辺は大部分の楽曲の編曲も自ら行ったが、一部の挿入歌は武市昌久が編曲を手がけた。なお、同年9月18日に発売された『アクマイザー3 超神ビビューン  MUSIC COLLECTION』、『宇宙鉄人キョーダイン  MUSIC COLLECTION』はタイトルに「石ノ森章太郎 生誕70周年記念」が含まれているのに対し、こちらは何も書かれていない。
主題歌・挿入歌の作詞、作曲、編曲、歌唱に関するデータは『大鉄人17#音楽』を参照。
なお、一部の劇中音楽はこれ以後に渡辺が音楽を担当した他の東映特撮作品でも使用されている。

## 収録曲リスト

### ディスク1
1. オー!!大鉄人ワンセブン（TVサイズ）
2. ブレインと謎の鋼鉄巨人
3. レッドマフラー 国際平和部隊
4. ブレインロボの脅威
5. ワンセブン登場
6. 眠れる大鉄人
7. キャプテンゴメス 非情の罠
8. 燃える戦場
9. 勝利の凱歌
10. ワンセブン讃歌（TVサイズ／カラオケヴァージョン）
11. 緊迫の最前線
12. 孤独の少年戦士
13. 進行する破壊工作
14. ワンセブンに抱かれて
15. 変貌するブレイン
16. 弔いの鐘が鳴る時
17. ワンセブン対ブレインロボ
18. オー!!大鉄人ワンセブン（TVサイズ／カラオケヴァージョン）
19. 素晴らしき男たち
20. 漆黒の闇から ブラックタイガー
21. ピンク&ブルー 暗躍する女豹
22. 戦場の詩
23. 白熱のバトルフィールド
24. 突入せよ!ブレインエリア
25. 激突!ブレイン対ワンセブン
26. ワンセブンは不滅のナンバー
27. ワンセブン讃歌（TVサイズ）

### ディスク2
1. オー!!大鉄人ワンセブン
2. 僕のサブマシーン
3. 戦いの歌
4. 進めシグコンマシン
5. レッドマフラー隊の歌
6. 僕のワンセブン
7. わが名はブレイン
8. おれは鉄人ワンセブン
9. ディスコワンセブン
10. ワンセブン讃歌
11. オー!!大鉄人ワンセブン（カラオケヴァージョン）
12. 進めシグコンマシン（カラオケヴァージョン）
13. レッドマフラー隊の歌（カラオケヴァージョン）
14. 僕のワンセブン（カラオケヴァージョン）
15. ディスコワンセブン（カラオケヴァージョン）
16. ワンセブン讃歌（カラオケヴァージョン）
17. 懐かしき日々（ボーナストラック）
18. 追憶のワンセブン（ボーナストラック）
19. 暗黒街から来た男（ボーナストラック）
20. コミカル・コード（ボーナストラック）
21. ソロ・シークェンス（ボーナストラック）